# Crawl (canção de Chris Brown)
"Crawl" é uma canção lançada pelo cantor americano Chris Brown. É o segundo single de seu terceiro álbum de estúdio Graffiti, lançado no formato de download digital em 24 de novembro de 2009 pela Jive Records. A música foi produzida pelos The Messengers e escrita por Brown. A música tem como tema a vontade de reconstruir um relacionamento que terminou tragicamente e foi interpretada pelos críticos como sendo uma canção pessoal sobre o relacionamento de Brown com Rihanna, que havia terminado meses antes. Porém, Brown afirmou que a música não seria sobre nenhum de seus relacionamentos anteriores.

## Antecedentes
A música vazou na internet em 21 de outubro de 2009, um dia depois que a música "Russian Roulette", da ex-namorada de Brown, Rihanna, também vazou. A música, que foi descrita como "melancólica", mostra Brown arrependido e cantando sobre um relacionamento que escapou de suas mãos com seu refrão implorando por uma "reconciliação" do relacionamento não especificado.
Em uma entrevista de 2009 para a MTV News, Brown despistou ao afirmar que a música não seria sobre Rihanna ou qualquer relacionamento que tenha tido anteriormente Ele disse que a mensagem da música era "universal", e não apenas sobre amor, mas "qualquer tipo de dor". O cantor disse que a faixa "foi provavelmente uma das melhores [músicas que já fez]. Mas foi mais do que eu tentar fazer uma música que significasse rastejar para o amor. Significa sair de suas situações negativas, seja de algum problema com o qual você esteja lidando, ou como a situação de qualquer pessoa."

## Clipe
O videoclipe foi editado por David Blackburn e dirigido por Joseph Kahn, que já havia trabalhado com Brown nos clipes de " I Can Transform Ya" e " Forever". O vídeo apresenta a cantora de R&B Cassie dividindo as cenas com Brown.
Kahn já havia dirigido o clipe da música de 'retorno' de Britney Spears em 2008, "Womanizer", após o colapso público da cantora com a mídia. Em entrevista à MTV News, Kahn brincou com a situação ao dizer: “Parece que eu sou o cara que as gravadoras procuram quando precisam dessa ajuda". "Eu realmente sinto que [Brown] está arrependido. Você não abandona as pessoas só porque elas cometeram um erro (ainda que tenha sido um grande erro)."
Kahn ainda disse que toda a ideia do vídeo veio do próprio Chris Brown: "Foi um vídeo interessante para mim, porque é tão raro que os videoclipes hoje em dia tentem alcançar uma história emocional. Chris basicamente me contou uma história sobre o que ele queria que sentissem com o vídeo. Sobre um coração brilhando e como ele está com frio. Essa é uma história muito pessoal, mas é contada de uma maneira tão visual que me apaixonei pela ideia e apenas coloquei no papel."

## Paradas
| Chart (2010)                                 | Posição |
| -------------------------------------------- | ------- |
| Australia (ARIA)                             | 67      |
| Irlanda (IRMA)                               | 39      |
| Países Baixos(Dutch Top 40 Tipparade)        | 8       |
| Nova Zelândia (Recorded Music NZ)            | 16      |
| Escócia (Scottish Singles Chart)             | 38      |
| Reino Unido (UK Singles Chart)               | 35      |
| Reino Unido (OCC UK R&B)                     | 8       |
| Estados Unidos (Billboard Hot 100)           | 53      |
| Estados Unidos (Billboard R&B/Hip-Hop Songs) | 59      |
| Estados Unidos (Billboard Rhythmic)          | 26      |